# Isolepis varians
Isolepis varians är en halvgräsart som beskrevs av Ernst Gottlieb von Steudel. Isolepis varians ingår i släktet borstsävssläktet, och familjen halvgräs. Inga underarter finns listade i Catalogue of Life.